# Ojuunaa
Ojuunaa (mong. Оюунаа; właśc. Д. Оюунтүлхүүр, D. Ojuuntülchüür; ur. 10 listopada 1975 w Ułan Bator) – mongolska piosenkarka, zaliczana do grona gwiazd mongolskiej sceny muzycznej. Laureatka World Children’s Music Festival (Tokio, 1989).

## Dyskografia
- 2006: Зүүдний учрал (Dzüüdnij uczral)
- 1990: オユンナ
- 1992: オユンナII黄砂
- 1996: 共に生きて
- 1998: 生命あるものはみな-Human Being-
- 2006: Wish〜ねがい〜